# Brothers Water
Brothers Water è un piccolo lago nella valle di Hartsop, nella regione orientale del Lake District in Inghilterra. Un tempo chiamato Broad Water, si trova all'estremità settentrionale del Kirkstone Pass, offrendo viste pittoresche sulla discesa verso Patterdale. Il nome fu cambiato nel XIX secolo dopo che due fratelli vi annegarono.

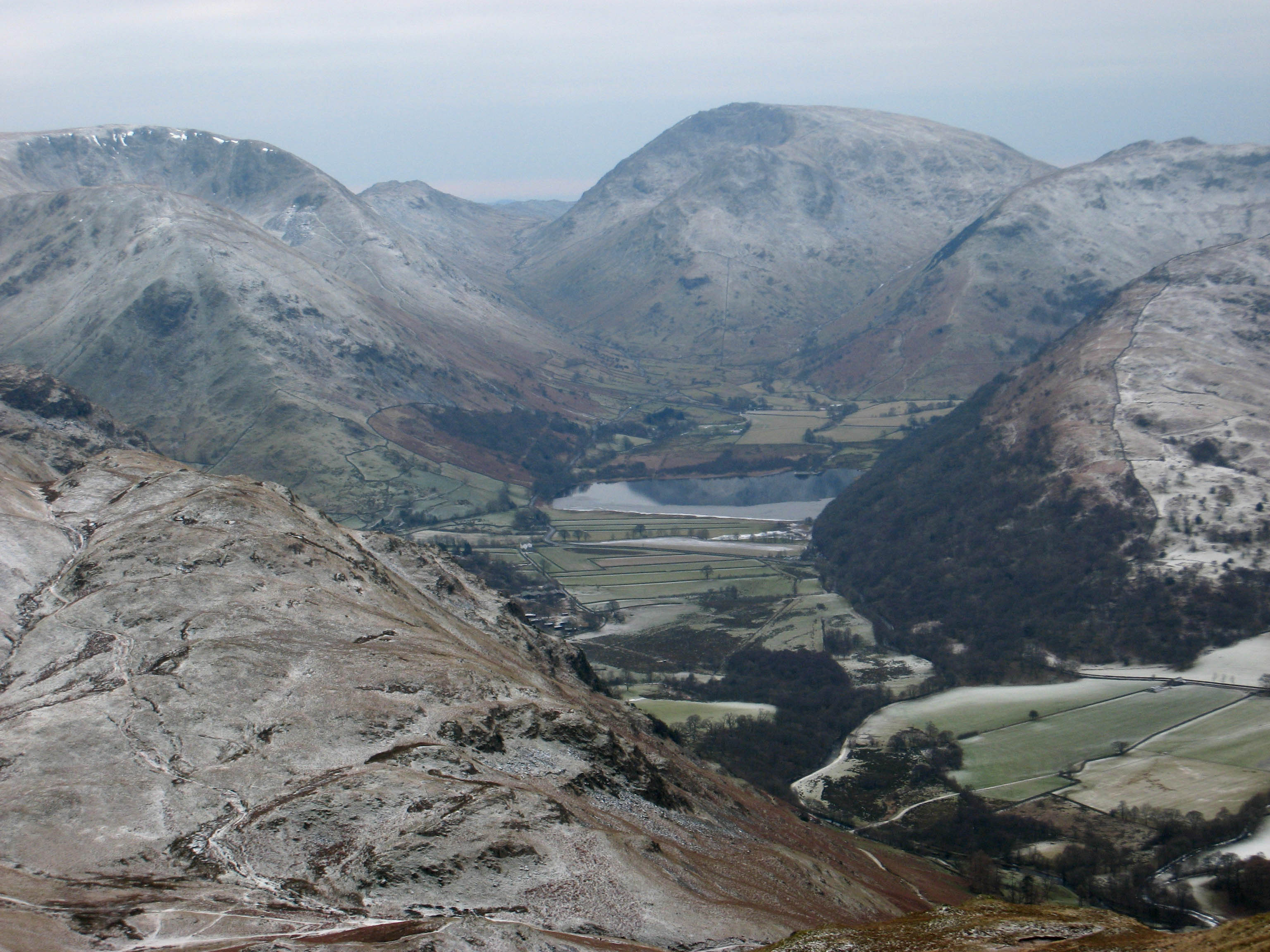
Brothers Water visto da nord

Dorothy Wordsworth, dopo aver lasciato William Wordsworth seduto sul Cow Bridge, passò accanto al lago il 16 aprile 1802 e commentò:
(Dorothy Wordsworth)
Il lago non è tra i più frequentati del parco nazionale, essendo poco profondo e ricco di canneti. Le ninfee fioriscono a luglio, fornendo colore.
A nord-est del BrotherswWater si trova il villaggio di Hartsop, che ha diversi edifici agricoli e cottage in pietra del XVII secolo. Alcuni degli edifici contengono ancora filatoi dove gli abitanti del villaggio realizzavano i propri vestiti, vendendo l'eventuale eccedenza nelle città di mercato locali. La parola Hartsop significa "valle dei cervi", che avrebbero popolato i boschi delle zone più basse delle colline circostanti. Una passeggiata nel bosco costeggia la sponda occidentale. Dalla sua estremità settentrionale la passeggiata conduce a Patterdale. Verso sud si dirige verso il Kirkstone Pass verso Ambleside.
Sul lato occidentale del Brothers Water c'è Hartsop Hall. L'edificio del XVI secolo passò a Sir John Lowther nel XVII secolo ed è ora di proprietà del National Trust. Il villaggio di Hartsop si trova vicino all'angolo nord-est del lago. Il Brothers Water può essere classificato in due modi: come uno dei laghi più piccoli del Lake District o uno dei suoi tarn più grandi.
Il lago ospita una popolazione di trote e una rara specie di pesce, lo schelly.